# Riichi Yokomitsu
Riichi Yokomitsu (横光 利一, Yokomitsu Riichi) (17 mars 1898 - 30 décembre 1947) est un écrivain japonais appartenant au courant moderniste expérimental.
Yokomitsu commence à publier dans des dōjinshi tels que Machi (« rue ») et Tō (« tour ») après avoir intégré l'Université Waseda en 1916. En 1923, il publie Nichirin (« Soleil »), Hae (« La Mouche ») et autres dans le magazine Bungeishunjū, titres qui font connaître son nom.
L'année suivante, il fonde la revue Bungei-Jidai avec entre autres Yasunari Kawabata. Yokomitsu et d'autres écrivains liés au Bungei-Jidai sont collectivement appelés le « Shinkankakuha », c'est-à-dire la nouvelle école des sensations, qui porte un intérêt particulier à la sensation et à l'objectivité scientifique. On peut citer son roman Machine (1930).

## Liste des œuvres traduites en français
- La Mouche, dans Les Noix La Mouche Le Citron et dix autres récits de l'époque Taishô, traduit par le groupe Kirin, Le Calligraphe / Picquier, 1986 ; Anthologie de nouvelles japonaises Tome I - 1910-1926 Les Noix La Mouche Le Citron, Picquier Poche, 1999.
- Soleil (日輪), roman traduit par Benoît Grévin, Anacharsis, 2016.